# ADAC Supercup
ADAC Supercup — немецкая автогоночная серия для спортивных автомобилей, организованная Всенемецким Автогомобильным Клубом на замену Немецкому Автогоночному Чемпионату и проводившаяся в период с 1986 по 1989 годы. За четыре гоночных сезона в рамках серии было проведено 19 гонок (из 20-ти запланированных).

## Регламент серии
К гонкам серии допускались только автомобили группы С.
Территориально гонки проходили в Германии, за исключением одной гонки сезона 1989 года. Трассами серии были: Хоккенхаймринг, Нюрбургринг, Норисринг, Дипхольц, и единожны британский Сильверстоун. Гонка открытия и финал сезона всегда проходили на Нюрбургринге . Единственная гонка на AVUS , первоначально запланированная на 11 мая 1986 года , была отменена за три недели до даты из соображений безопасности. По этой причине в первом сезоне Суперкубка состоялось всего четыре гонки.
В гоночный уик-энд субботняя тренировка состояла из двух 45-минутных сессий и двух коротких спринтерских гонок минимум на 30 километров и максимум на 35 километров. Первые десять гонщиков в первом заезде стартовали во второй спринтерской гонке в обратном порядке. Основная гонка, актуальная для начисления очков, тогда состоялась в воскресенье.